# ALOS-2

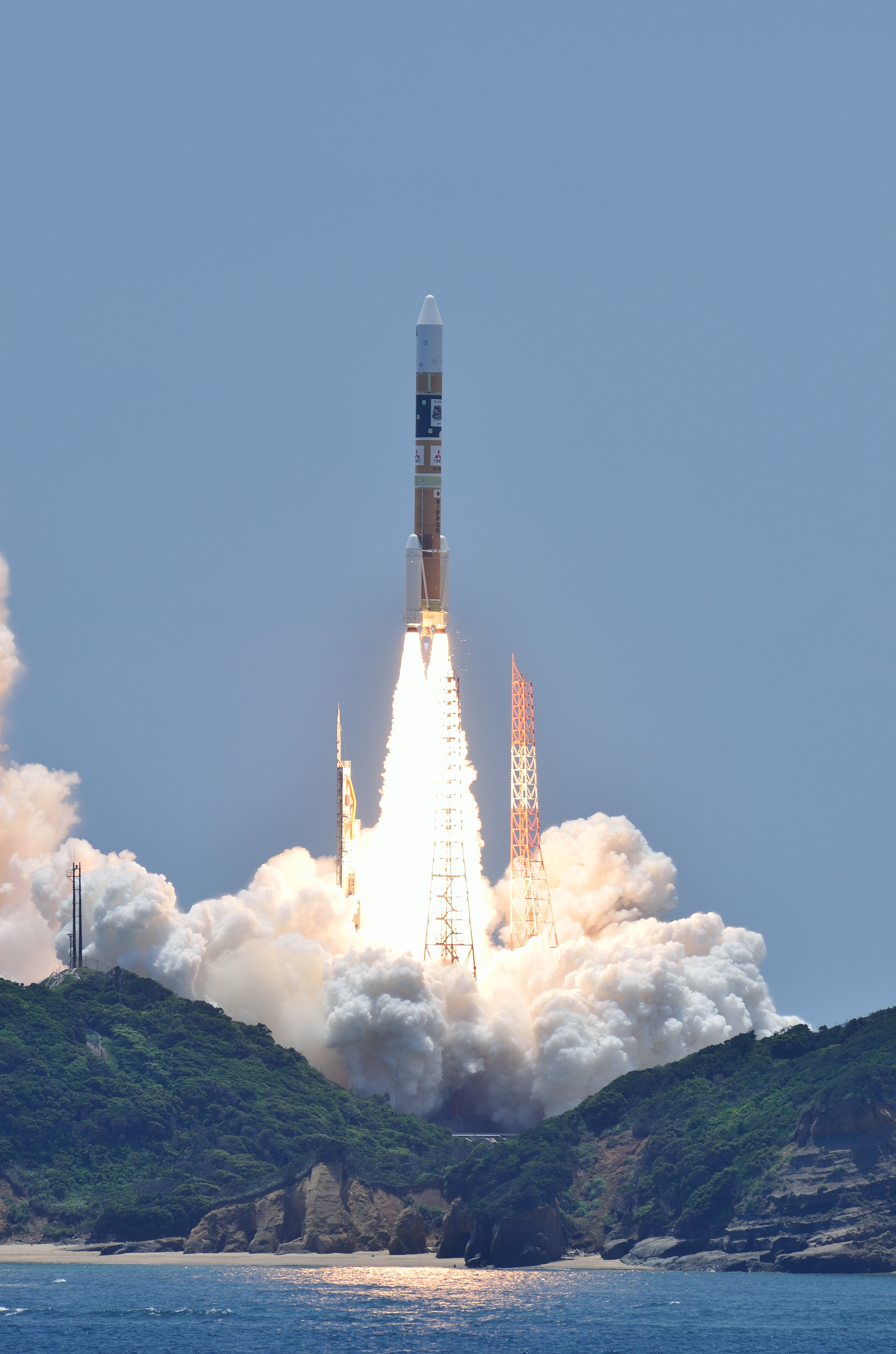
Lancement d'ALOS-2/DAICHI-2.

ALOS-2 (acronyme de Advanced Land Observing Satellite) ou Daichi 2  est un satellite d'observation de la Terre japonais d'un peu plus de  2 tonnes dont le principal instrument est un radar à synthèse d'ouverture fonctionnant en bande L. Le satellite effectue la collecte de données sur l'impact des séismes et de manière plus générale sur l'impact des désastres naturels et la déforestation. Le radar dispose de plusieurs modes d'observation dont le plus performant fournit des images ayant une résolution spatiale comprise entre 1 et 3 mètres. Il a été placé sur une orbite héliosynchrone le 20 mai 2014  par le lanceur japonais H-IIA. Prévu pour fonctionner au minimum 7 ans et est toujours opérationnel début 2021.

## Objectifs
La mission principale d'ALOS-2 est la surveillance des désastres en particulier il doit déterminer les déformations de la surface provoquées par les séismes (très fréquents au Japon) en utilisant les capacités d'interférométrie de son radar. De manière plus générale les observations effectuées permettent d'évaluer les dommages à la suite d'un désastre naturel n'importe où sur la planète dans le cadre d'un accord international de coopération entre les différents pays disposant de moyens d'observation similaires. Le satellite doit permettre également de suivre et de détecter le processus de déforestation. Le radar est également utilisé pour déterminer les routes de navigation dégagées des glaces dans les régions polaires. 

## Historique
ALOS-2 est le deuxième satellite d'observation de la Terre d'une série de satellites de l'agence spatiale japonaise qui comprend également ALOS (lancé en 2006), ALOS-3 (lancement prévu en 2021) et ALOS-4 (en cours de développement). Ce satellite d'observation tous temps poursuit les objectifs pris en charge par deux prédécesseurs également équipés de radar : le satellite Fuyo-1 (JERS-1) lancé en 1992 et le satellite ALOS (DAICHI). Contrairement à ALOS qui emporte à la fois des instruments optique et radar, ALOS-2 est spécialisé dans l'observation radar. Le successeur d'ALOS pour l'imagerie optique est ALOS-3. La spécialisation d'ALOS-2 ainsi que les progrès techniques lui permettent de disposer d'un radar beaucoup plus performant que ses prédécesseurs. ALOS-2 est construit par la société Mitsubishi Electric Corporation sous maitrise d'ouvrage de l'agence spatiale japonaise. 

## Caractéristiques techniques
ALOS-2 est pratiquement deux fois plus léger qu'ALOS avec une masse de 2 120 kg dont 660 kg pour la charge utile. Avec ses panneaux solaires déployés son envergure atteint 9,9 x 16,5 x 3,7 mètres. Ses panneaux solaires fournissent 5200 watts en moyenne en fin de vie. Les données sont transmises en bande X aux stations terriennes lors de leur survol avec un débit de 800 mégabits par seconde ou via un satellite relais avec un débit de 278 mégabits par seconde.  Pour remplir ses objectifs de surveillance des désastres, le satellite doit être particulièrement agile et il peut pivoter perpendiculairement à sa trace au sol de 30° en moins de deux minutes en utilisant ses cinq roues de réaction.

## Charge utile
La charge utile est constituée de trois instruments.

### Le radar PALSAR-2
L'instrument principal est le radar à synthèse d'ouverture PALSAR-2 ((Phased Array L-band Synthetic Aperture Radar-2)) qui fonctionne en bande L technique déjà utilisée par les radars de Fuyo-1 et ALOS-1. Le radar présente l'avantage par rapport à une caméra optique de pouvoir effectuer des observations de nuit ou/et lorsque la couverture nuageuse masque la surface. La bande L (22,9 centimètres) a été choisie de préférence aux bandes X (3 cm) et C (environ 6 cm) habituellement retenues sur ce type de satellite afin de pouvoir observer la surface même lorsque celle-ci est recouverte par une couche épaisse de végétation (forêts, ...).  Le Japon est constamment touché par des tremblements de terre et les deux tiers de sa surface sont couverts par la végétation. Le choix de la bande L permet de mesurer les déformations de la surface à la suite des tremblements de terre tout en permettant d'observer la végétation. 
Le radar, qui utilise une antenne réseau à commande de phase permet d'émettre un faisceau d'ondes à incidence élevée (8 à 70°) qui peut être dirigé vers la gauche ou la droite de la trace au sol. Quatre modes d'observations peuvent être utilisés qui se distinguent par leur  résolution spatiale, les types de polarisation et la taille du secteur observé : les modes spot avec une résolution comprise entre 1 (nadir), une polarisation simple et 3 mètres et une surface couverte de 25x25 km, ultrafin (3 mètres, 50 km, polarisation simple ou duale), ultrasensible (6m, 50 km, 4 types de polarisation), fin (10 m., 70 km, 4 types de polarisation) et des surfaces observers   L'antenne longue de 9,9 mètres pour 2,9 mètres de large d'une masse de 547,7 kg. L'électronique a une masse de 109,1 kg.

#### La caméra infrarouge CIRC
CIRC (Compact InfraRed Camera) est une caméra infrarouge commerciale qui est utilisée pour détecter les départs de feu. Les observations sont effectuées dans l'infrarouge moyen (8-12 microns) et la résolution spatiale est inférieure à 200 mètres. Le capteur, qui comporte 460 x 480 pixels, est non refroidi. Elle a une masse inférieure à quatre kilogrammes

#### Le récepteur AIS SPAISE2
SPAISE2 (SPace based Automatic Identification SystemExperiment 2 est un récepteur AIS à quatre canaux de deuxième génération qui collecte la position et la route des navires en mer. Cet instrument a une masse de 14 kg

## Déroulement de la mission
ALOS-2a été placé sur une orbite héliosynchrone le 20 mai 2014  par la  fusée japonaise H-IIA. Le satellite circule sur une orbite héliosynchrone de 618 km avec une inclinaison orbitale de 97,9°. La durée d'un cycle entre deux survols de la même zone est de 14 jours. La durée de la mission est d'au moins 7 ans.